# Taylor Cole
Taylor Quinn Cole (ur. 29 kwietnia 1984 w Arlington) – amerykańska aktorka i była modelka.

## Modelling
Karierę w modelingu rozpoczęła w Nowym Jorku. Reklamowała m.in. artykuły kosmetyczne marki Old Spice i pastę do zębów Crest oraz była „twarzą” marki Dooney & Bourke.

## Filmografia
- 2004–2005: Summerland jako Erika Spalding (serial, główna rola)
- 2008: Prima aprilis (April Fool's Day) jako Desiree Cartier
- 2009: Herosi jako Rachel Mills (serial)
- 2009: 12 rund (12 Rounds) jako Erica Kessen
- 2010–2011: The Event: Zdarzenie jako Vicky Roberts (serial, główna rola)
- 2011-2012: CSI: Kryminalne zagadki Miami jako Samantha Owens (serial, 10 odc.)
- 2012: Melvin Smarty jako June
- 2014: Dumbbells: Gorący fit show (Dumbbells) jako Rachel Corelli
- 2015: Zła krew (Bad Blood) jako Lauren Malone
- 2016: Swap (także WEAPONiZED) jako Angela Walker
- 2016: Dwie prawdy (Below the Surface) jako Monica
- 2016–2017: The Originals jako Sofya Voronova[1] (serial, 11 odc.)
- 2017-2018: Ocaleni jako Fiona (serial, 6 odc.)
- 2019: 1st Born jako Kate[1]
- 2021: My True Fairytale jako Renee